# Eugene P. Wigner Reactor Physicist Award
Der Eugene P. Wigner Reactor Physicist Award wird von der American Nuclear Society für Leistungen in der Physik der Kernreaktoren vergeben. Er ist zu Ehren von Eugene Paul Wigner benannt, dem ersten Preisträger (1990). Er wird wenn möglich jährlich verliehen, wurde aber in letzter Zeit in größeren Abständen vergeben.

## Preisträger
- 1990 Eugene P. Wigner
- 1991 Alvin M. Weinberg
- 1992 Allan F. Henry
- 1993 Jules Horowitz
- 1994 Raymond L. Murray
- 1995 Ely M. Gelbard
- 1996 Pierre J. Benoist
- 1998 Gerald C. Pomraning (postum verliehen), Rafel B. Perez
- 1999 John J. Dorning
- 2000 Michael M. R. Williams
- 2001 Dan G. Cacuci
- 2002 Noel R. Corngold
- 2003 Weston M. Stacey und Paul J. Turinsky
- 2004 Richard N. Hwang
- 2005 Massimo Salvatores
- 2009 Edward W. Larsen
- 2011 Nils G. Sjöstrand
- 2013 Augusto Gandini
- 2014 Elmer Lewis
- 2015 Kord Smith
- 2016 Luiz Carlos Leal, Mark L. Williams
- 2017 Nam Zin Cho
- 2021 Imre Pázsit